# Thrixspermum williamsianum
Thrixspermum williamsianum är en orkidéart som först beskrevs av Paul J. Kores, och fick sitt nu gällande namn av Paul Ormerod. Thrixspermum williamsianum ingår i släktet Thrixspermum och familjen orkidéer.
Artens utbredningsområde är Fiji. Inga underarter finns listade i Catalogue of Life.